# Lonnen
Lonnen är en sjö i nordvästra Karlskoga kommun i Värmland och ingår i Göta älvs huvudavrinningsområde. Sjön har en area på 2,32 kvadratkilometer och ligger 111,2 meter över havet. Sjön avvattnas av vattendraget Timsälven (Nordmarksälven). Lonnen förbinder sjön Alkvettern med Möckeln genom Timsälven.

## Delavrinningsområde
Lonnen ingår i det delavrinningsområde (658697-142271) som SMHI kallar för Utloppet av Lonnen. Medelhöjden är 125 meter över havet och ytan är 10,72 kvadratkilometer. Räknas de 133 avrinningsområdena uppströms in blir den ackumulerade arean 1 567,02 kvadratkilometer. Timsälven (Nordmarksälven) som avvattnar avrinningsområdet har biflödesordning 3, vilket innebär att vattnet flödar genom totalt 3 vattendrag innan det når havet efter 295 kilometer. Avrinningsområdet består mestadels av skog (36 procent), öppen mark (13 procent) och jordbruk (23 procent). Avrinningsområdet har 2,27 kvadratkilometer vattenytor vilket ger det en sjöprocent på 21,1 procent.